# Jeff Koons

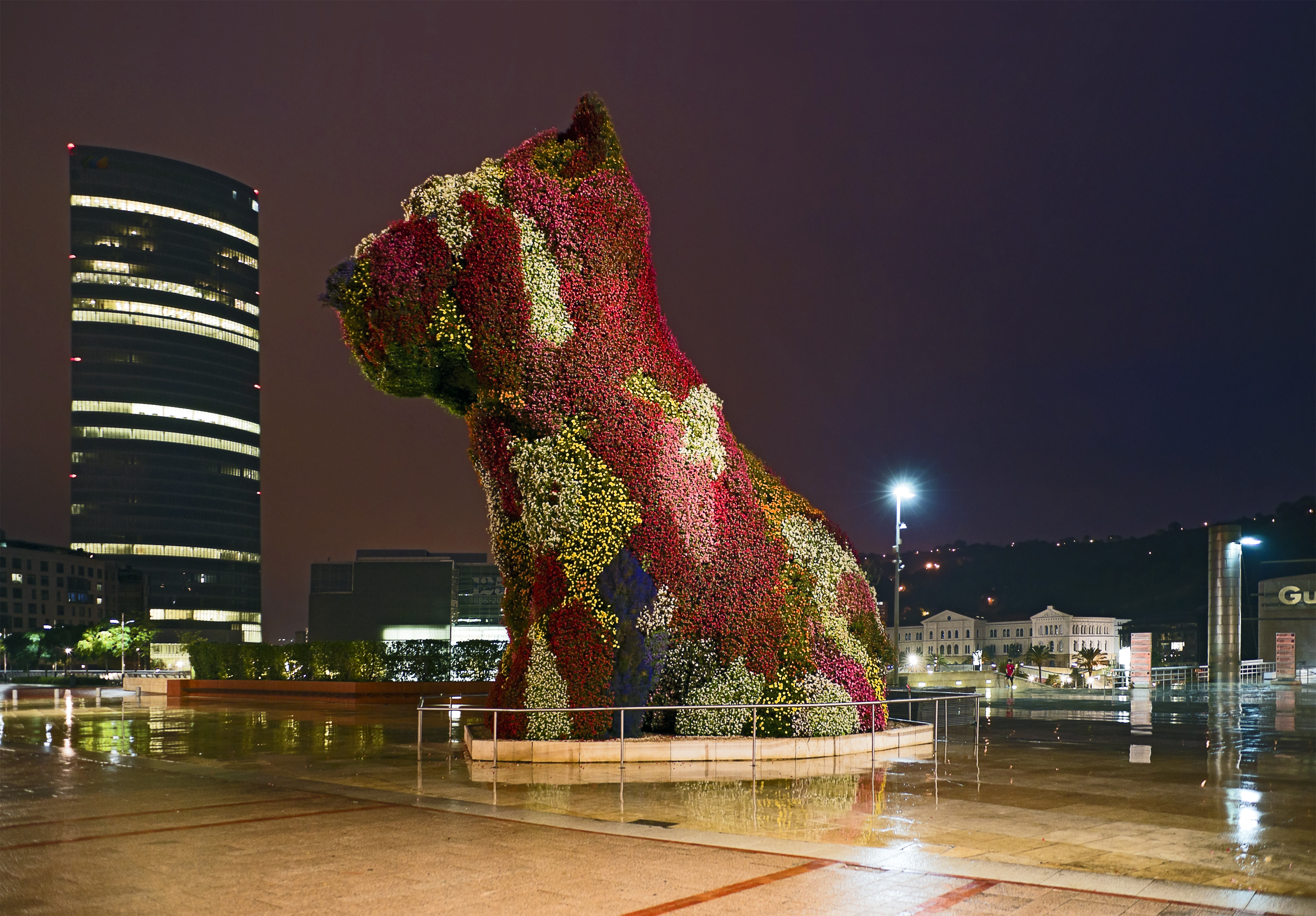
Puppy (Cadell), Museu Guggenheim, Bilbao.

Jeff Koons (York, Pensilvània, 1955) és un artista estatunidenc. La seva obra destaca per l'ús del kitsch i la monumentalitat.

## Biografia
Jeff Koons va estudiar pintura a l'Institut d'Art de Chicago (School of the Art Institute of Chicago) i a l'Institut d'Art de Maryland (Maryland Institute College of Art). Va treballar com a corredor de borsa a Wall Street abans d'establir-se com a artista. Va començar a fer-se notar en la dècada dels anys vuitanta i va obrir un taller amb un personal de 30 ajudants manejat de manera similar al cèlebre estudi d'Andy Warhol conegut com The Factory.
Koons va ser potser el primer artista a utilitzar els serveis d'una agència de publicitat per a promoure la seva imatge. Donada la naturalesa de la seva obra i el seu ús de l'apropiacionisme, Koons ha estat en repetides ocasions objecte de demandes legals per violació dels drets d'autor, no sempre obtenint veredictes favorables en els jutjats. Casat el 1991 amb l'actriu pornogràfica italiana Ilona Staller (Cicciolina), ambdós van tenir un fill a l'any següent anomenat Ludwig. La parella es va dissoldre i la mare va fugir a Europa on viu amb el fill d'ambdós encara que les corts nord-americanes hagin fallat la custòdia de l'infant a favor de Koons. Jeff Koons està entre els artistes vius més cotitzats dels Estats Units.

## Obra
Classificada de vegades com minimalista i Neo-pop, la seva obra consistia inicialment en escultura conceptual que va anar adquirint monumentalitat. Fins avui, Koons ha fet incursions en l'escultura d'instal·lació, la pintura i la fotografia.

### Llista d'algunes de les obres
- Hulk (Organ)
- Michael Jackson i Bubbles
- Puppy (Cadell)